# Comuna Rădășeni, Suceava
Rădășeni este o comună în județul Suceava, Moldova, România, formată din satele Lămășeni, Pocoleni și Rădășeni (reședința).
Până la reforma administrativă din 1950 a făcut parte din județul Baia.

## Rădășeni
Comuna Rădășeni este așezată la vest de orașul Fălticeni.

## Istoric
Cel mai vechi document istoric cunoscut în care se pomenește de Rădășeni datează de la 16 februarie 1424, din timpul domniei lui Alexandru cel Bun (1400-1432): „Din mila lui Dumnezeu, noi Alexandru Voievod, domn al Țării Moldovei. Facem cunoscut cu această carte a noastră celor ce o vor vedea sau o vor auzi cetindu-se că acest adevărat popa Iuga ne-a slujit nouă credincios. De aceea noi, văzând dreapta și credincioasa lui slujbă către noi, l-am miluit cu deosebita noastră milă și i-am dat în țara noastră un sat lângă Baia, anume Buciumeni... Iar hotarul acestui sat începând ... până la pârâul ce merge la Radeșani, lângă Stăniga”.
Această danie a fost întărită 10 ani mai târziu de către domnitorul Ștefan al II-lea al Moldovei, fiul lui Alexandru cel Bun: „...văzând dreapta și credincioasa slujbă către noi l-am miluit cu deosebita noastră milă și i-am întărit în țara noastră, în Moldova, dania părintelui nostru, satele anume Buciumeni unde este casa lui, un altul mai jos Togmacești, unde este Micula jude al treilea pe Șimuz, Ciorscăcești, al patrulea, mai sus de Buciumeni, anume Radeșani”.
După construirea Mănăstirii Slatina (1554-1558) de către domnitorul Alexandru Lăpușneanu, satul Rădășeni a devenit moșie mănăstirească. Conform tradiției, domnitorul Ștefan al II-lea Tomșa (1611-1615 și 1621-1623) ar fi învățat carte la Rădășeni și apoi, după urcarea sa pe tronul Moldovei, ar fi făcut Rădășenii sat domnesc.
În primăvara lui 1944 Poșta Română a omagiat localitatea, cu prilejul a 520 de ani de la atestare, printr-o serie de patru timbre care reprezentau biserica de la 1611 (pe fond albastru), căminul cultural (pe fond roșu), livezile (pe fond portocaliu) și școala din localitate (sepia). Emisiunea filatelică este o excepție în epocă, timbrele din acei ani reprezentând în general conducătorii țării și armata angrenată în războiul împotriva URSS.

## Demografie
Componența etnică a comunei Rădășeni
     Români (93,39%)
     Alte etnii (0,26%)
     Necunoscută (6,36%)
Componența confesională a comunei Rădășeni
     Ortodocși (82,27%)
     Creștini de rit vechi (1,11%)
     Alte religii (9,98%)
     Necunoscută (6,64%)
Conform recensământului efectuat în 2021, populația comunei Rădășeni se ridică la 3.508 locuitori, în scădere față de recensământul anterior din 2011, când fuseseră înregistrați 3.575 de locuitori. Majoritatea locuitorilor sunt români (93,39%), iar pentru 6,36% nu se cunoaște apartenența etnică. Din punct de vedere confesional, majoritatea locuitorilor sunt ortodocși (82,27%), cu minorități de creștini de rit vechi (1,11%) și altele (9,44%), iar pentru 6,64% nu se cunoaște apartenența confesională.

## Politică și administrație
Comuna Rădășeni este administrată de un primar și un consiliu local compus din 13 consilieri. Primarul, Neculai Perju[*], de la Partidul Național Liberal, este în funcție din 2012. Începând cu alegerile locale din 2024, consiliul local are următoarea componență pe partide politice:
|  | Partid                          | Consilieri | Componența Consiliului | Componența Consiliului | Componența Consiliului | Componența Consiliului | Componența Consiliului | Componența Consiliului | Componența Consiliului |
|  | ------------------------------- | ---------- | ---------------------- | ---------------------- | ---------------------- | ---------------------- | ---------------------- | ---------------------- | ---------------------- |
|  | Partidul Național Liberal       | 7          |                        |                        |                        |                        |                        |                        |                        |
|  | Partidul Social Democrat        | 4          |                        |                        |                        |                        |                        |                        |                        |
|  | Alianța pentru Unirea Românilor | 2          |                        |                        |                        |                        |                        |                        |                        |

## Obiective turistice
- Biserica de lemn din Rădășeni - monument istoric ctitorit după tradiție de domnitorul Ștefan al II-lea Tomșa (1611-1615 și 1621-1623)

## Personalități
- Timotei Aioanei (n. 1966), episcop ortodox
- Ciprian Tudosă (Canotor ce a câștigat argintul la Jocurile Olimpice din 2020)
- Nicolae N. Beldiceanu